# Estadio José Nasazzi
Das Estadio José Nasazzi, auch als Parque José Nasazzi bekannt, ist ein Fußballstadion in der uruguayischen Hauptstadt Montevideo.
Das 15.000 Zuschauer fassende Stadion befindet sich im montevideanischen Barrio Prado an der Avenida Lucas Obes. Es wurde nach dem Weltmeister und zweifachen Olympiasieger José Nasazzi benannt, einem der bedeutendsten Fußballspieler in der uruguayischen Fußballgeschichte. Es dient dem Verein Bella Vista als Heimspielstätte. Die Sportstätte verfügt über eine Rasenspielfläche ohne umgebende Laufbahn. Die vier rechtwinklig um das Spielfeld angeordneten Tribünen sind nicht überdacht.